# Alexis Boyer
Pour les articles homonymes, voir Boyer.

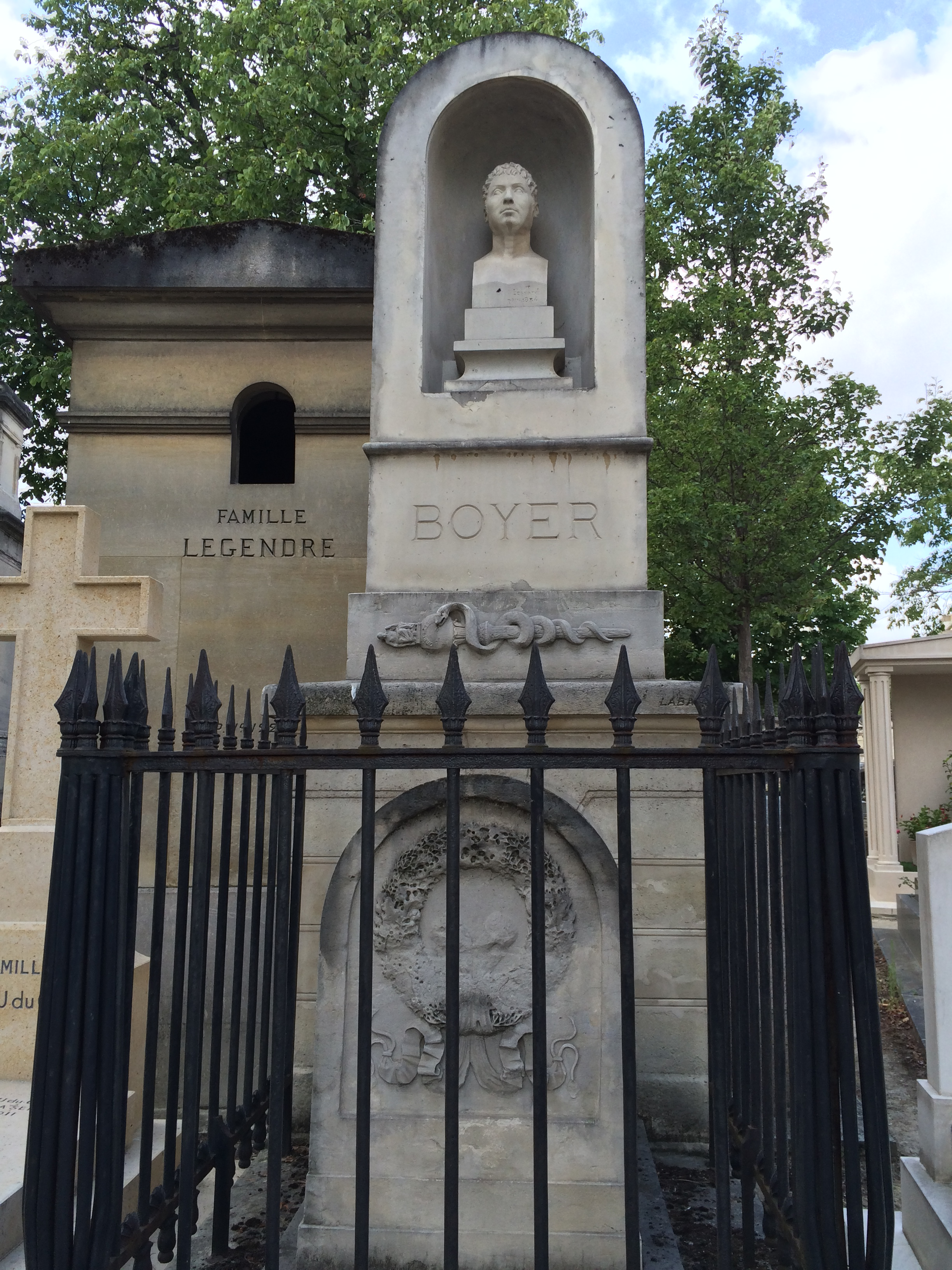
Tombe d'Alexis Boyer au cimetière du Montparnasse, à Paris.

Alexis Boyer, né à Uzerche le 1er mars 1757 et mort le 25 novembre 1833 à Paris, est un anatomiste et chirurgien français.

## Biographie
Né le 1er mars 1757 à Uzerche, fils d'un petit tailleur Jean Boyer et de Thérèse Goudrias, mercière. Alexis Boyer débute comme aide-barbier chez Antoine Cruveilhier « chirurgien barbier » de la ville.
À 17 ans, Alexis Boyer se rend à Paris comme garçon barbier. Il fréquente des salles d'anatomie et de dissection où il se distingue très vite par ses qualités pratiques. Il obtient d'ailleurs, en 1781, la médaille d’or à l’École Pratique de la Faculté de médecine.
L’année suivante, il est élève à l’Hôpital de la Charité où il a pour maîtres Antoine Louis et Pierre-Joseph Desault, auquel il a été particulièrement attaché. 
En 1788, il est attaché à ce même hôpital en qualité de chirurgien gagnant maîtrise sous les ordres de Joseph-Louis Deschamps. Résident et chirurgien à la Charité à partir de 1792, il donne des cours d’anatomie.
À la création de l'École de Santé (1795), il est professeur adjoint de Raphaël Bienvenu Sabatier pour la chaire de médecine opératoire. Cette même année, il travaille à l’Hôtel-Dieu comme médecin, puis comme professeur adjoint de Desault pour la première chaire de clinique chirurgicale (1795-1822). Il quitte son poste auprès de Sabatier pour la chaire de pathologie externe et c’est de cette époque que date sa réputation.
En 1804, il est nommé membre du service de chirurgie de l’Hôtel-Dieu et, peu après, il devient professeur de chirurgie à l’École de la Santé, où il obtient la chaire de clinique chirurgicale.
Sur la présentation de son confrère Jean-Nicolas Corvisart, il devient premier chirurgien de Napoléon Ier (1805). En 1806 et 1807, il accompagne l’empereur dans les campagnes de Prusse et de Pologne. L’empereur lui donne le 31 janvier 1810 le titre de baron d’Empire. Le soir de l’abdication de l’empereur, il aurait dit ces mots : « Je perds tout mais je lirai une page de Sénèque et je n’y penserai plus ». Après la chute de Napoléon, il est successivement chirurgien consultant de Louis XVIII, Charles X de France et de Louis-Philippe.
Boyer fut successivement membre de l’Académie de médecine (section de chirurgie, 1820), membre de l'Académie des sciences (1825), chirurgien en chef de l’Hôpital de la Charité (1825), poste qu’il conserva jusqu’à sa mort le 25 novembre 1833 à Paris.
Patriote enthousiaste, il prit part à la prise de la Bastille avec les élèves du Collège de Médecine. Il est le père de Philippe Boyer (1801-1858), également chirurgien.
Jérôme Garcin, journaliste, est l'un de ses descendants.

## Travaux et principales publications
Boyer a beaucoup écrit au sujet d'affections urologiques, en particulier les troubles de la miction, et a été l'un des pionniers de l'urodynamique.
- Traité complet d'anatomie, ou Description de toutes les parties du corps humain (4 volumes, 1797-1805) lire en ligne sur Gallica

Tome premier, Migneret imp., Paris, 1810, 455 p.
Tome 2, Migneret imp., Paris, 1810, 500 p.
Tome 3, Migneret imp., Paris, 1810, 452 p.
Tome 4, Migneret imp., Paris, 1810, 672 p.
- Leçons du citoyen Boyer sur les maladies des os rédigées en un traité complet par Anthelme Richerand.

Tome premier , Migneret imp., Paris, 1803, 415 p.
- Traité des maladies chirurgicales et des opérations qui leur conviennent (11 volumes, 1814-1826)

Tome premier , H. Dumont, Bruxelles, 1834.
Tome quatrième, H. Dumont, Bruxelles, 1828.
- Traité des maladies chirurgicales qui se rencontrent le plus fréquemment dans la pratique usuelle

Tome premier , H. Dumont, Bruxelles, 1866.